# Argyrosomus thorpei
Argyrosomus thorpei és una espècie de peix de la família dels esciènids i de l'ordre dels perciformes.

## Morfologia
- Els mascles poden assolir 71 cm de longitud total[5] i 12 kg de pes.[6][7]

## Reproducció
Té lloc a l'hivern.

## Depredadors
A Sud-àfrica és depredat per Carcharhinus limbatus.

## Hàbitat
És un peix marí, de clima subtropical i demersal.

## Distribució geogràfica
Es troba des de Moçambic fins a Port Elizabeth (Sud-àfrica) i la costa occidental de Madagascar.

## Ús comercial
És venut fresc als mercats locals.

## Observacions
És inofensiu per als humans.